# Johnnie Walker Championship at Gleneagles
O Johnnie Walker Championship at Gleneagles foi um torneio masculino de golfe que fazia parte do calendário anual do PGA European Tour desde 1999. Em 2013, última edição do torneio, o inglês Tommy Fleetwood levou a melhor e venceu o playoff com 270 (18 abaixo do par), contra o sueco Stephen Gallacher e o argentino Ricardo González.
Disputava-se no Gleneagles Hotel, na Escócia.

## Campeões
| Ano                                       | Campeão                                   | País                                      | Pontuação                                 | Par                                       | Margem                                    | Vice-campeão(ões)                                            |
| Johnnie Walker Championship at Gleneagles | Johnnie Walker Championship at Gleneagles | Johnnie Walker Championship at Gleneagles | Johnnie Walker Championship at Gleneagles | Johnnie Walker Championship at Gleneagles | Johnnie Walker Championship at Gleneagles | Johnnie Walker Championship at Gleneagles                    |
| ----------------------------------------- | ----------------------------------------- | ----------------------------------------- | ----------------------------------------- | ----------------------------------------- | ----------------------------------------- | ------------------------------------------------------------ |
| 2013                                      | Tommy Fleetwood                           | Inglaterra                                | 270                                       | −18                                       | Playoff                                   | Stephen Gallacher Ricardo González                           |
| 2012                                      | Paul Lawrie                               | Escócia                                   | 272                                       | −16                                       | 4 tacada                                  | Brett Rumford                                                |
| 2011                                      | Thomas Bjørn                              | Dinamarca                                 | 277                                       | −11                                       | Playoff                                   | George Coetzee Mark Foster Pablo Larrazábal Bernd Wiesberger |
| 2010                                      | Edoardo Molinari                          | Itália                                    | 278                                       | −10                                       | 1 tacada                                  | Brett Rumford                                                |
| 2009                                      | Peter Hedblom                             | Suécia                                    | 275                                       | −13                                       | 1 tacada                                  | Martin Erlandsson                                            |
| 2008                                      | Grégory Havret                            | França                                    | 278                                       | −14                                       | 1 tacada                                  | Graeme Storm                                                 |
| 2007                                      | Marc Warren                               | Escócia                                   | 280                                       | −12                                       | Playoff                                   | Simon Wakefield                                              |
| 2006                                      | Paul Casey (2)                            | Inglaterra                                | 276                                       | −16                                       | 1 tacada                                  | Søren Hansen Andrew Marshall                                 |
| 2005                                      | Emanuele Canonica                         | Itália                                    | 281                                       | −7                                        | 2 tacadas                                 | Nicolas Colsaerts Bradley Dredge Barry Lane David Lynn       |
| Diageo Championship at Gleneagles         |                                           |                                           |                                           |                                           |                                           |                                                              |
| 2004                                      | Miles Tunnicliff                          | Inglaterra                                | 275                                       | −13                                       | 5 tacadas                                 | Graeme McDowell                                              |
| 2003                                      | Søren Kjeldsen                            | Dinamarca                                 | 279                                       | −9                                        | 2 tacadas                                 | Alastair Forsyth                                             |
| Diageo Scottish PGA Championship          |                                           |                                           |                                           |                                           |                                           |                                                              |
| 2002                                      | Adam Scott                                | Austrália                                 | 262                                       | −26                                       | 10 tacadas                                | Raymond Russell                                              |
| Gleneagles Scottish PGA Championship      |                                           |                                           |                                           |                                           |                                           |                                                              |
| 2001                                      | Paul Casey                                | Inglaterra                                | 274                                       | −14                                       | 1 tacada                                  | Alex Čejka                                                   |
| Scottish PGA Championship                 |                                           |                                           |                                           |                                           |                                           |                                                              |
| 2000                                      | Pierre Fulke                              | Suécia                                    | 271                                       | −17                                       | 2 tacada                                  | Henrik Nyström                                               |
| 1999                                      | Warren Bennett                            | Inglaterra                                | 282                                       | −6                                        | Playoff                                   | Rolf Muntz                                                   |